# Knights of the Round Table
Knights of the Round Table is een Amerikaanse film uit 1953 van Richard Thorpe met in de hoofdrollen Robert Taylor en Ava Gardner.
De film is gebaseerd op de roman Le Morte d'Arthur van Sir Thomas Malory uit 1485 en gaat over de driehoeksverhouding tussen Koning Arthur, zijn vrouw Guinevere en de ridder Lancelot. De scenaristen ontleenden ook materiaal aan de gedichtencyclus, Idylls of the King (1859) van Alfred Tennyson.
Knight of the Round Table was de onofficiële opvolger van de film Ivanhoe (1952), ook geregisseerd door Richard Thorpe en met Robert Taylor in de hoofdrol als een beroemde ridder. Net als Ivanhoe werd ook Knights of the Round Table een groot succes in de bioscopen. Taylor zou in 1955 onder dezelfde regisseur nogmaals een beroemde ridder, Quentin Durward, vertolken in The Adventures of Quentin Durward. De film kreeg twee nominaties voor een Oscar, Beste Decor en Beste Geluid.

## Verhaal
In het Engeland van de zesde eeuw heerst chaos. De Romeinen hebben het land verlaten en verschillende krijgsheren bevechten elkaar. Op aandringen van de tovenaar Merlijn komen Arthur Pendragon en zijn halfzuster Morgan LeFay bijeen om een oplossing te vinden voor het bloedvergieten. Er ontstaat een discussie wie de ware erfgenaam is van de overleden koning Uther Pendragon. Het is Merlijn die een oplossing voorstelt. Hij leidt de twee kemphanen naar een aambeeld waarin het zwaard Excalibur is verzonken. Volgens de legende is degene die het zwaard uit het aambeeld kan bevrijden de ware koning van Engeland. De zoon van Morgan, Modred, probeert in de naam van zijn moeder het zwaard uit het aambeeld te halen. Als het hem niet lukt, doet Arthur een poging en haalt het zwaard zonder moeite uit het aambeeld. Een woedende Modred beschuldigd Merlijn van hekserij en eist een rechtszaak bij de steencirkel. Ondertussen plaatst Arthur, op advies van Merlijn, het zwaard terug in het aambeeld. Hij moet zich eerst door zijn daden als koning bewijzen. De partij van Arthur krijgt steun van de Franse ridder Lancelot die al snel in gevecht raakt met Modred en diens mannen. Als Arthur bij de strijdende partijen aankomt, herkent Lancelot hem niet en beide mannen raken in gevecht. Na een lange en zware strijd onthult Arthur zijn identiteit en de geschokte Lancelot knielt neer voor zijn heer. Arthur maakt nu ook kennis met jonkvrouw Elaine en haar broer Percival. In de steencirkel bepleiten Arthur en Modred hun zaak voor de Hoge Raad, maar halverwege worden ze onderbroken door de menigte die het proces bijwoont. De menigte keert zich tegen Arthur en de jonge koning moet vluchten. Na de winter valt Arthur met een klein aantal manschappen het grote leger van Modred aan. Tot ieders verrassing wint Arthur en hij wordt nu tot koning gekroond. Als Arthur zijn oude vijanden, inclusief Modred, amnestie verleent, verlaat Lancelot woedend Arthurs kasteel. Zwervend over de wegen ontdekt Lancelot dat de mooie Guinevere is ontvoerd. De dolende ridder weet niet dat de jonkvrouw de verloofde is van Arthur als hij achter de ontvoerders aangaat. Hij redt Guinevere en wordt verliefd op haar. Maar als hij hoort dat Guinevere zal trouwen met Arthur, verbergt hij zijn gevoelens. Na zijn huwelijk richt Arthur een nieuwe ridderorde op, de Ridders van de Ronde Tafel. Ook Lancelot wordt lid van de orde en legt zijn vete met Arthur bij. Er heerst nu vrede in Engeland en de welvaart keert terug. Maar onder de oppervlakte borrelt het. Samen met haar zoon zoekt Morgan LeFay nog altijd naar een manier om Arthur als koning te verdrijven. Aandachtig volgt Morgan de groeiende liefde tussen Lancelot en Guinevere. Ze weet dat Arthur zeer gesteld is op Lancelot en dat een overspelige relatie tussen de ridder en de koningin grote problemen en tweespalt zal veroorzaken. Ook Merlijn merkt dit op en hij doet er alles aan om Lancelot af te leiden van Guinevere. De hofdame van de koningin, Elaine, is een goede kandidate voor een huwelijk met de ridder. De tovenaar weet ook Guinevere te overtuigen dat een relatie tussen haar en Lancelot doem over het rijk zal brengen. De koningin dringt er bij haar geliefde ridder op aan dat hij Elaine moet trouwen. Lancelot laat zich overtuigen en doet het meisje een aanzoek, vervolgens laat hij zich overplaatsten naar de grens met Schotland om de binnenvallende stammen daar te bevechten. Daar krijgen Lancelot en Elaine bezoek van Percival, die als dolende ridder door het rijk trekt, op zoek naar de Heilige Graal. Ondertussen weet Modred de stammen in het noorden tot vrede te bewegen en moet Lancelot terugkeren. De liefde tussen de koningin en de eerste ridder van het rijk laait weer op en niet lang daarna worden Lancelot en Guinevere betrapt door Modred en beschuldigd van hoogverraad. Lancelot weet samen met Guinevere te ontsnappen en de geliefden worden bij verstek ter dood veroordeeld. Maar Lancelot keert terug en bekent zijn liefde voor de koningin. Arthur is ontroerd door de bekentenis en vernietig het doodvonnis. In plaats daarvan verbant hij Guinevere naar een klooster en Lancelot naar Frankrijk. Het vonnis van Arthur doet veel wenkbrauwen fronsen en het kost Modred weinig moeite om de ridders op te zetten tegen de koning. Er breekt een burgeroorlog uit, die eindigt met veldslag tussen het leger van Arthur en dat van Modred. Halverwege de slag komt Lancelot, teruggekeerd uit ballingschap, het leger van Arthur versterken. In de strijd raakt Arthur dodelijk gewond en hij vraagt Lancelot om aan Guinevere te zeggen dat hij van haar houdt en haar vergeeft. Voor hij sterft vraagt hij zijn grootste ridder om Modred te verslaan. Lancelot weet Modred te doden en rijdt vervolgens naar een meer. Daar werpt hij Excalibur, het zwaard van de koning, in het water. Ten slotte bereikt hij het klooster van Guinevere en geeft haar de boodschap van Arthur. Als hij terugrijdt naar het slagveld ontmoet hij Percival die hem vertelt dat hij een boodschap heeft gehad van God en dat Lancelot vergeven is en nu vrede zal vinden.

## Rolverdeling
| Acteur          | Personage     |
| --------------- | ------------- |
| Robert Taylor   | Lancelot      |
| Ava Gardner     | Guinevere     |
| Mel Ferrer      | Koning Arthur |
| Anne Crawford   | Morgan Le Fay |
| Stanley Baker   | Modred        |
| Felix Aylmer    | Merlijn       |
| Maureen Swanson | Elaine        |
| Gabriel Woolf   | Percival      |
| Anthony Forwood | Gareth        |
| Robert Urquhart | Gawaine       |

## Achtergrond

### Scenario
Mallory baseerde zijn boek op de heldendaden van koning Arthur die volgens de overlevering zou hebben geleefd in de zesde eeuw, vlak na de Romeinse bezetting van Engeland. Arthur zou Engeland hebben verdedigd tegen de binnenvallende Angelen en Saksen. Het is echter de vraag of er ooit een Arthur, laat staan een koning Arthur, heeft bestaan. Het verhaal van Arthur werd in de twaalfde eeuw opgetekend door Geoffrey of Monmouth in zijn boek De Geschiedenis van de Britse Koningen. Later voegden Franse romanciers als Chrétien de Troyes de Heilige Graal, Lancelot, Avalon en andere elementen toe. In het Duitse taalgebied ontstond de Parzival van Wolfram von Eschenbach. Maar het was Mallory die het bekendste boek over Arthur schreef en alle elementen voor het eerst samenvoegde. In de tijd dat Mallory schreef (het einde van de vijftiende eeuw) was het normaal dat schilders en schrijvers de aankleding en wapenuitrusting van hun personages en de decors ontleenden aan de tijd waarin zijzelf leefden. Ook als het gaat om historische verhalen. Mallory maakte dus van Arthur een man die leefde aan het einde van de Romeinse tijd, een christelijke koning. Maar wel een koning die leefde in een kasteel uit de late Middeleeuwen met ridders in harnassen uit dezelfde tijd. In de zesde eeuw, de tijd dat Arthur geleefd zou hebben, waren er nog helemaal geen stenen kastelen, harnassen of ridders. Latere bewerkers van de Arthurlegende zoals T.H. White in The Once and Future King handhaafden dit verschijnsel. Marion Zimmer Bradley probeerde met deze traditie te breken door de Arthurlegende terug te plaatsen naar de historische zesde eeuw. In The Mists of Avalon (1979) is Arthur weliswaar een koning, maar zijn de decors, kleding en wapenuitrusting historisch meer correct voor de zesde eeuw. The scenaristen van Knights of the Round Table kozen voor de benadering van Mallory en lieten hun hoofdrolspelers in volle wapenuitrusting elkaar bevechten in en rond kastelen uit de veertiende eeuw. Maar dat is decor, wat echter recht overeind blijft staan in alle Arthurverhalen en latere interpretaties is de driehoeksverhouding tussen Arthur, Guinevere en Lancelot. Het is een noodlotsverhaal. De lezer weet eigenlijk al dat het koninkrijk zijn ondergang tegemoet gaat als Lancelot en Guinevere verliefd op elkaar worden. Aangezien Arthur en Lancelot zeer op elkaar gesteld zijn en Arthur ook verliefd is op Guinevere, ontstaat een driehoeksverhouding die al eeuwen stof vormt voor talloze romans en verhalen. De scenaristen baseerden zich op het boek Le Morte d'Arthur van Sir Thomas Malory uit 1485 en deels op de gedichtencyclus, Idylls of the King (1859) van Alfred, Lord Tennyson. Gezien de leeftijd van deze werken hoefden er geen filmrechten geregeld te worden. Toch spande schrijfster Donna B. Costello een rechtszaak aan tegen MGM en claimde dat de studio haar toneelstuk King Arthur, The Sangreal uit 1934 had gebruikt. Het hof oordeelde echter dat Costello en de filmscenaristen uit dezelfde bron (Malory en Tennyson) hadden geput.

### Acteurs
Stanley Baker die de rol van Modred vertolkte, werd pas laat bij de productie betrokken. Hij moest halsoverkop de oorspronkelijk gekozen acteur, George Sanders, vervangen. Sanders werd vlak voor de opnamen ernstig ziek. Overigens was de keuze van Baker als Modred op zich wat vreemd. Hij was slechts zeven jaar jonger dan actrice Anne Crawford die zijn filmmoeder Morgan LeFay vertolkte. Aanvankelijk was Cary Grant een optie voor de rol van Lancelot, maar hij maakte al snel plaats voor Robert Taylor. Er was in Engeland ook het nodige te doen over de keuze voor de Amerikaanse acteur Mel Ferrer als de zeer Engelse koning Arthur. De Britse autoriteiten weigerden Ferrer aanvankelijk zelfs een werkvergunning.

### Productie
Hoewel de meeste opnames plaatsvonden in de Britse studio van MGM in Borehamwood werd er ook op locatie gefilmd. Met name Tintagel Castle in Cornwall werd intensief gebruikt. De lokale bevolking van het stadje Tintagel werd ingezet als figuranten. Ook Wales, Ierland, Dartmoor en Haytor Vale in Devon vormden het decor voor buitenopnamen. Aanvullende studio-opnames werden gemaakt in de Pinewood Studios in Iver Heath in Engeland. Het merendeel van opnames was echter in de Borehamstudios waar gebruik werd gemaakt van hetzelfde kasteeldecor dat ook te zien is in Ivanhoe. De opnames waren een logistieke ramp. Het regende bijna constant en het was koud. Regisseur Thorpe moest zelfs noodgedwongen uitwijken naar Ierland voor droog weer. Daar waren weer problemen toen de Ierse figuranten weigerden de zware wapenuitrusting te dragen zonder dat daar een bonus tegenover stond. Net op het moment dat Thorpe de zaak wilde regelen, kwam de British Association of Motion Picture Producers in opstand. Zij keurden het gebruik van Ierse figuranten sowieso af. In wanhoop wendde Thorpe zich tot de Ierse regering en kreeg toestemming Ierse soldaten te gebruiken voor de veldslag die hij filmde. Het hele filmcircus werd steeds groter. Aan de Ierse soldaten werden zo'n honderd stuntmensen te paard toegevoegd en de mensen van catering moesten in totaal 3000 monden voeden. De acteurs en actrices voelden zich miserabel in het natte Britse klimaat. Met name Ava Gardner voelde zich diep ongelukkig. Ze haatte de voortdurend vallende motregen en de strikte opname-uren. Ze hield ervan om 's nachts flink door te halen, maar moest nu om vijf uur 's morgens opstaan voor make-up en de kleding. Aangezien de opnames meestal plaatsvonden in kleine Britse steden en dorpen was er 's avonds en overdag weinig te beleven. Geen nachtclubs, kroegen die al vroeg in de avond sloten en geen theaters of bioscopen. Wat ook niet help waren de frequente bezoeken van haar echtgenoot Frank Sinatra. Gardner en Sinatra zaten in grote huwelijkse problemen en de ruzies tussen de echtgenoten waren tot ver in de omtrek te horen.

## Koning Arthur en de Ridders van de Ronde Tafel in andere films
De verhalen rond Arthur en zijn ridders van de Ronde Tafel inspireerden tal van andere films. Een selectie:
- Sword of Lancelot (1963), regie: Cornel Wilde, met Jean Wallace and Brian Aherne;
- Camelot (1967), regie: Joshua Logan met Richard Harris, Vanessa Redgrave and Franco Nero;
- Monty Python and the Holy Grail (1975), regie: Terry Gilliam and Terry Jones met de leden van Monty Python's Flying Circus;
- Excalibur (film) (1981), regie: John Boorman, Nigel Terry, Helen Mirren and Nicholas Clay;
- First Knight (1995), regie: Jerry Zucker, met Sean Connery, Richard Gere and Julia Ormond.